# Quốc huy Cộng hòa Xã hội chủ nghĩa Xô viết Azerbaijan
Quốc huy Cộng hòa Xã hội chủ nghĩa Xô viết Azerbaijan được chính phủ CHXHCNXV Azerbaijan thông qua năm 1937. Biểu tượng này được thiết kế dựa trên Quốc huy Liên Xô.
Giàn khoan trên quốc huy đại diện cho một Baku trù phú dầu mỏ. Mặt trời mọc được vẽ ở phía sau giàn khoan, tượng trưng cho tương lai của quốc gia. Búa liềm nổi bật ở bên trên trong khi ngôi sao đỏ (tượng trưng cho "chủ nghĩa xã hội trên cả năm châu lục") nằm trên đỉnh biểu tượng, cả hai đại diện cho chiến thắng của chủ nghĩa cộng sản và "cộng đồng xã hội chủ nghĩa quốc tế". Quốc huy được bao quanh bởi các biểu tượng nông nghiệp – lúa mì và bông.
Dải ruy băng đỏ mang tiêu ngữ của Liên Xô – "Vô sản toàn thế giới, đoàn kết lại" – và tên đầy đủ của chính thể. Cả hai đều được viết bằng cả tiếng Nga lẫn tiếng Azerbaijan.
Năm 1992, quốc huy mới của Azerbaijan được phê duyệt, nhưng giữ lại một số phần từ thời Xô viết.

## Lịch sử

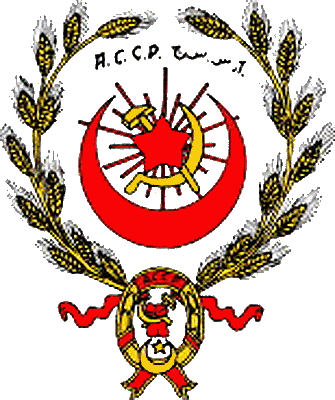
Quốc huy không chính thức (1920–1921)
Quốc huy (1921–1927)
Quốc huy (1927–1931)
Quốc huy (1931–1937)
Quốc huy (1937–1940)
Quốc huy (1940–1978)
Quốc huy (1978–1990)
Quốc huy (1990–1991)